# Little Portugal
Little Portugal (ang. Mała Portugalia) – jedna z dzielnic kanadyjskiego miasta Toronto, zamieszkana głównie przez portugalską mniejszość narodowa. Znajduje się na zachód od dzielnicy włoskiej. Wśród jej mieszkańców jest ponad 170 tys. Portugalczyków.
W dzielnicy znajdują się portugalskie kawiarnie, restauracje oraz centrum kultury, ozdabiane tradycyjnymi portugalskimi biało-niebieskimi zdobionymi kafelkami. W dzielnicy odbywają się brazylijskie obchody festiwalowych dni Caribana, podczas których odbywają się pochody i tańce przy dźwiękach samby.